# Poverty's Paradise
Poverty's Paradise est le quatrième album de Naughty by Nature, sorti le 30 mai 1995 en tant que dernière collaboration avec Tommy Boy Records. Il atteint la 3e position au Billboard 200 et la 1re au Top R&B/Hip-Hop Albums. Il a remporté le tout premier Grammy Award du meilleur album de rap, décerné en 1996.

## Liste des titres
1. Intro (Skit) – :38
2. Poverty's Paradise – 1:01
3. Clap Yo Hands (en) – 4:39
4. City of Ci-Lo – 3:13
5. Hang Out and Hustle (feat. G-Luv (of Road Dawgs (en)) & I Face Finsta (of Cruddy Click) – 3:15
6. It's Workin' (feat. Rottin Razkals (en)) – 4:06
7. Holdin' Fort – 3:34
8. Chain Remains – 4:33
9. Feel Me Flow (en) – 3:33
10. Craziest (en) – 4:12
11. Radio (Skit) – :09
12. Sunshine – 3:13
13. Webber (Skit) (feat. Chris Webber) – :49
14. Respect Due – 3:03
15. World Go Round – 3:06
16. Klickow-Klickow (feat. Rottin Razkals, Cruddy Click, Road Dawgs) – 5:00
17. Double I (Skit) – :13
18. Slang Bang – 3:42
19. Shout Out (feat. Gordon Chambers (en)) – 7:02
20. Outro – :27
21. Connections (feat. Cruddy Click, Road Dawgs, Kandi Kain) – 3:10

## Classement dans lescharts
| Classement dans les charts | Classement dans les charts |
| Billboard 200              | Top R&B/Hip Hop Albums     |
| -------------------------- | -------------------------- |
| 3                          | 1                          |